# Campionati norvegesi di ski cross 2015
I Campionati norvegesi di ski cross 2015 si sono svolti a Trysil il 12 aprile. Il programma ha incluso sia la gara femminile che la gara maschile. 
Trattandosi di competizioni valide anche ai fini del punteggio FIS, vi hanno partecipato anche sciatori di altre federazioni, senza che questo consentisse loro di concorrere al titolo nazionale norvegese.

## Risultati

### Uomini
| Pos. | Atleta              | Nazione  |
| ---- | ------------------- | -------- |
| 1    | Victor Sticko       | Svezia   |
| 2    | Marius Heje Maehle  | Norvegia |
| 3    | Magnus Bjoernnes    | Norvegia |
| 4    | Boerge Soevik       | Norvegia |
| 5    | Pontus Kristensson  | Svezia   |
| 6    | Otto Hult           | Svezia   |
| 7    | Marius Boe Vangsnes | Norvegia |

### Donne
| Pos. | Atleta               | Nazione   |
| ---- | -------------------- | --------- |
| 1    | Marte Høie Gjefsen   | Norvegia  |
| 2    | Nicoline Nielsen     | Danimarca |
| 3    | Agnethe Kongsrud-Lie | Norvegia  |